# Mr.Children REFLECTION
『Mr.Children REFLECTION』（ミスター・チルドレン・リフレクション）は、2015年2月7日に公開された日本のバンド・Mr.Childrenのライブ・ドキュメンタリー映画。

## 概要
2014年9月17日から10月9日にかけて開催したファンクラブ会員限定ツアー『Mr.Children FATHER & MOTHER 21周年ファンクラブツアー』を撮影し、メンバーのインタビューも交えて映画化したものであり、体裁はフィルムコンサートに近いものとなっている。桜井和寿は「実際にファンクラブツアーを観に来てもらえたのは一部の人達でしょうし、この機会により多くの人達に、ライヴの時の客席がそうだったように、初々しい気持ちで僕らの新しい音に触れてもらえたら嬉しいです。なので、あまり“映画”という捉え方はしてなくて、むしろ『映画館で僕らのライヴを観てもらえたら…』くらいの感覚」とコメントしている。ライブ映像は、ツアー最終日の10月9日に行われたZepp Sappro公演を収録。撮影は4Kカメラにて行われている。
セットリストは公開当時において未発表の新曲を中心に構成されている。これについて桜井は「まったく知らない音楽、聴いたことない音楽なんだけど、すごく心が動く、感動する、みたいなことも出来たら」「CDをリリースして、そのあとツアーに行くというのがルーティンになっている中で、『他のことってないのかなぁ』ということも考えて、そのモヤモヤを解消出来るアイデアとして、アルバムが出来る前に未発表曲メインのツアーをやる、というのを思いついた」と語っている。披露された未発表の新曲はすべて後にリリースされたアルバム『REFLECTION』に収録された。
また、このツアーよりキーボードに8年ぶりにSUNNYが復帰している。メンバー4人のみで演奏されている楽曲もある。
○がついている曲はライブの時点で未発表の楽曲、□がついている楽曲は映画公開時点で未発表の楽曲。
1. Everything (It's you)
2. 旅人
3. 名もなき詩
4. Melody ○
5. FIGHT CLUB □
6. 斜陽 ○
7. 蜘蛛の糸 □
8. I Can Make It □
9. 放たれる
10. 花 -Mémento-Mori-
11. 進化論 □
12. 足音 〜Be Strong ○
13. 幻聴 □
14. 口笛
15. 未完 □
16. 独り言

2015年12月16日に発売された映像作品『Mr.Children REFLECTION {Live & Film}』に、本映画が収録された。

## 公開時期
映画の基となるMr.Childrenのファンクラブ限定ツアー『Mr.Children FATHER & MOTHER 21周年ファンクラブツアー』が2014年9月17日から10月9日に行われ、そのツアーの最中にメンバー4人の中では映画作品として劇場公開をするというアイディアが芽生える。
そこで、既に2015年3月14日から6月4日にかけて開催が決定していた新たなツアー『Mr.Children TOUR 2015 REFLECTION』までの間に、2015年2月7日から2月27日までの3週間限定として公開された。
公開前日となる2015年2月6日には、TOHOシネマズ 六本木ヒルズで“前夜祭”が行われ、同劇場の全スクリーンにて先行上映が行われた。また同日、同映画で披露される多数の新曲を収録した通算18枚目となるアルバム『REFLECTION』の発売が発表された。
さらに、TOHOシネマズ 六本木ヒルズ・TOHOシネマズ 梅田・TOHOシネマズ 名古屋ベイシティ・TOHOシネマズ 天神の4館で、5月30日から6月5日までの1週間限定でアンコール上映が行われた。これは、6月4日にアルバム『REFLECTION』が発売されることと、発売同日にさいたまスーパーアリーナ行われるライブツアー『Mr.Children TOUR 2015 REFLECTION』の最終公演が全国の映画館でライブビューイングされることにあわせて企画されたものである。

## 評価
2月7日～2月8日の全国興行収入ランキングにおいて、初登場第8位にランクイン。上位の1位～7位の作品は、同週末に初日を迎えた『ミュータント・タートルズ』『チャーリー・モルデカイ 華麗なる名画の秘密』など大規模公開の話題作や、『ベイマックス』『ANNIE/アニー』といった超大作が並び、これらの作品が300スクリーン～600スクリーンの公開規模のなか、100スクリーンに満たない公開規模の本作が全国興行収入ランキング内でスクリーンアベレージ1位の興行成績を記録した。また、TOHOシネマズ調べの週末ランキングでは『ベイマックス』『ミュータント・タートルズ』に続き、第3位にランクイン。さらに、ぴあ初日満足度ランキングでも1位を獲得し、鑑賞後の口コミも広がっている。公開前日にTOHOシネマズ 六本木ヒルズで行われた前夜祭は、これまでに同会場をジャックして行われたイベントの中で最大の動員数を記録する大盛況となった。

## タイトルの由来
同映画のタイトル、後に18枚目のアルバムにもなった『REFLECTION』のタイトルは、メンバーの田原健一によって命名された。その由来は、写真家の齋藤陽道がファンクラブ限定ツアーの際に撮影した写真にある。齋藤が撮影した写真の中に、ステージと客席の間に、緑色の光で構成されたモヤが映り込んでいるものがあった。これを見た田原は「僕らの発している音楽の何かと、お客さんが感じてくれている何かが、出会って反射し合うことで出来上がったものにも思えた」と感動し、“反射”から "REFLECTION" という言葉へ至ったという。